# Cafrel Xeique
Cafrel Xeique (em árabe: كفر الشيخ‎; romaniz.: Kafr Al Xeikh) é uma cidade do Egito, capital da província de Cafrel Xeique. Possui 19,3 quilômetros quadrados e segundo censo de 2018, havia 182 186 habitantes. Cidade natal de Mohamed Atta, autor dos ataques terroristas de 11 de setembro de 2001 nos Estados Unidos. 